# 卡貝略港市

卡貝略港市（西班牙語：Municipio Puerto Cabello），是委內瑞拉的一個市，位於該國北部卡拉波波州，首府設於卡貝略港，面積434平方公里，2007年人口194,593，人口密度為每平方公里450人。